# Diecéze Acquapendente
Diecéze Acquapendente je titulární diecéze římskokatolické církve.

## Historie
Diecéze byla zřízena 13. září 1649 bulou In supremo militantis papeže Inocence X., a to z části území diecéze Orvieto a z území zrušené diecéze Castro del Lazio.
V dubnu roku 1785 si vyměnila část území s diecézí Sovana.
Roku 1973 získala část území diecéze Città della Pieve a diecéze Orvieto.
Dne 27. března 1986 byla diecéze bulou Qui non sine papeže Jana Pavla II. zrušena.
Dne 16. února 1991 byla diecéze obnovena jako titulární diecéze; současným titulárním biskupem je Enrique Alberto Martínez Ossola, pomocný biskup diecéze Santiago del Estero.

## Seznam biskupů
- Pompeo Mignucci, O.S.H. (1650-1654)
- Nicolò Leti (1655-1674)
- Lodovico Magni, O.F.M.Conv. (1674-1680)
- Gian Lorenzo Castiglioni (1680-1682)
- Giambattista Febei (1683-1688)
- Alessandro Fedeli (1690-1696)
- Nicolò Nardini (1696-1697)
- Ambrosio Angelini (1697-1710)
- Bernardino Egidio Recchi (1711-1728)
- Ferdinando Agostino Bernabei, O.P. (1728-1729)
- Simone Gritti (1729-1743)
  - Sede vacante (1743-1746)
- Bernardo Bernardi, O.F.M.Conv. (1746-1758)
- Giandomenico Santucci (1758-1763)
- Clemente Maria Bardini, O.S.B.Vall. (1763-1790)
  - Sede vacante (1790-1794)
- Paolo Bartoli (1794-1801)
- Florido Pierleoni (1802-1829)
- Nicola Belletti (1830-1843)
- Felicissimo Salvini (1843-1847)
- Giovanni Battista Pellei (1847-1877)
- Concetto Focaccetti (1878-1887)
- Gisleno Veneri (1887-1919)
- Tranquillo Guarneri (1920-1937)
- Giuseppe Pronti (1938-1951)
- Luigi Boccadoro (1951-1986)

## Seznam titulárních biskupů
- Jan Styrna (1991-2003)
- Renato Boccardo (2003-2009)
- Pietro Parolin (2009-2014)
- Fabio Fabene (2014-2017)
- Enrique Alberto Martínez Ossola (od 2017)